# Dušan Lajović
Dušan Lajović (Belgrado, 30 de junio de 1990) es un jugador profesional de tenis serbio. Su ranking ATP individual más alto fue el n.º 23 el 29 de abril de 2019, mientras que en dobles alcanzó el puesto n.º 82 el 21 de septiembre de 2020. Hasta el momento ha obtenido 2 títulos ATP 250, 7 títulos de la categoría ATP Challenger Tour, todos ellos en modalidad de individuales, y ha llegado a la final de un Masters 1000; Montecarlo en 2019.

## Biografía
Su apodo es "Dutzi" y comenzó a jugar tenis a los siete años por accidente: el único deporte disponible para su grupo de edad fue el programa de tenis. Habla serbio y en inglés. Los padres son Dragisa y Marina y fueron entrenados en la Federación de Barcelona. Si no hubiera sido jugador de tenis, le hubiera gustado ser futbolista, siendo aficionado del FC Barcelona. Su superficie favorita son las pistas duras y su tiro el revés. Su ídolo en la niñez fue Pete Sampras. Su preparador físico es Strahinja Tomovic (desde 2008).

## Carrera ATP

### 2010
En 2010 empezaría a obtener grandes resultados, llegando a cuartos de final en los Future de Turquía F3 e Italia F5 y a semifinales en el Italia F6 durante el mes de abril. A primeros de mayo recibiría una wild-card para el Torneo de Belgrado, donde cayó en primera ronda ante Ivo Karlović. Luego en el mes de junio llegaría a su primera final de Future en su país, en el Serbia F1 perdiéndola ante el kazajo Aleksandr Nedoviesov. En agosto conquista su primer Future en el Serbia F4 y también llega a la final en el Italia F22. Para terminar su año llegó a la final del Future Egipto F5. Acaba el año en la posición n.º 432 del mundo

### 2011
Comienza el año ganando el Turquía F2. Luego clasificaría al Torneo de Zagreb, donde cae en primera ronda el ucraniano Illya Marchenko. Días después, califica a su primer torneo Challenger en Bérgamo. En el mes de marzo conquistaría el Italia F2 y F3. Recibe una wild-card para Belgrado donde cae en primera ronda ante Filippo Volandri. Participa en la Copa Mundial por Equipos con Serbia perdiendo su partido ante Ígor Andréiev de Rusia. En septiembre llegaría una gran racha ya que llega a sus primeros cuartos de final en torneos Challenger, tanto en Karshi como en Todi. También conquista el Croacia F10. Para cerrar un gran año de progresión llega a sus primeros cuartos de final ATP en el Torneo de San Petersburgo, ganando a Jerémy Chardy y Dudi Sela, perdiendo ante Alex Bogomolov Jr. tras superar la fase previa. Acaba el año en el puesto n.º 194 del ranking.

### 2012
Comienza el año jugando las clasificaciones para los ATP de Chennai, Open de Australia y Zagreb quedándose a las puertas en todos. En el mes de febrero debuta en Copa Davis ante Suecia en la primera ronda de l play-off ganando su partido a Filip Prpic. Luego encajaría una racha llegando a cuartos de final en varios Challenger y a semifinales en el de Roma. Juega las clasificaciones para Roland Garros pero cae en primera ronda ante el portugués Joao Sousa. También cae en la primera fase de la previa en Wimbledon. En julio llega a su primera final de Challenger en Orbetello en la que cae ante el español Roberto Bautista. Sin embargo, a las dos semanas gana su primer torneo de este nivel en Samarcanda venciendo al local Farrukh Dustov por 6-2 y 6-3. Su final de año no sería bueno, destacando tan solo unos cuartos de final en el Challenger de Tashkent. Acaba el año clasificado en la posición n.º 165 del ranking.

### 2013
De nuevo como el año anterior empieza el año jugando la fase previa para el Abierto de Australia donde no logra llegar al cuadro final tras caer ante el checo Jan Mertl. Si clasifica para Viña del Mar donde cae en primera ronda del cuadro principal ante el local Christian Garín, para Buenos Aires donde también cae en primera ronda y para Acapulco donde le sucede lo mismo. Se queda a las puertas de jugar el cuadro principal de Roland Garros tras caer en la última ronda de la clasificación ante James Duckworth. Luego conquistaría su primer Challenger del año en Challenger de Caltanissetta venciendo a Robin Haase y llegaría a la final en el de Blois. Tampoco clasifica para Wimbledon ni para el US Open cayendo en ambos en primera ronda de la clasificación. Para cerrar un año irregular acaba ganando el Challenger de Seúl venciendo a Julian Reister por walkover. Acaba el año en el puesto n.º 115 del mundo.

### 2014
Aquí empiezan las mejores temporadas de Lahovic. Califica por primera vez a la fase final de un Grand Slam en el Abierto de Australia de 2014. Ya en el cuadro principal conseguiría vencer en primera ronda a Lucas Pouille por 6-4, 7-6(9), 4-6, 6-3, cayendo en segunda ante Kei Nishikori en sets corridos. Tanto en Zagreb como en Río de Janeiro conseguiría llegar a la segunda ronda perdiendo ante Marin Čilić y Tommy Robredo, respectivamente. Además, la semana del 17 de febrero entraría por primera vez al Top 100.
Cae en primera ronda del Masters de Indian Wells ante Lukáš Rosol tras haber calificado al cuadro final. En el Masters de Miami entraría como remplazante de Tommy Haas. En segunda ronda derrota a Yen-hsun Lu por 6-1, 6-7(3), 6-3, cayendo en la tercera ante Alexandr Dolgopolov desaprovechando una bola de partido. Tras quedarse cerca de clasificar para los másters de Roma y Montecarlo, la sorpresa llegaría en Roland Garros. En primera ronda se deshace de Federico Delbonis (que venía de jugar la final en Niza) por 6-3, 6-2 y 6-3. En segunda ronda se deshace con facilidad de Jürgen Zopp por 6-2 y un doble 6-4, lo mismo que con Jack Sock en tercera ronda por 6-4, 7-5 y 6-3. Gracias a estos resultados se metería en sus primeros octavos de final de Grand Slam (16 mejores) sin perder ni un set y ganando sus compromisos con facilidad y muy buen juego. En dicha ronda la revelación del torneo cae ante el n.º 1 del mundo, Rafael Nadal por 6-1, 6-2 y 6-2.
Luego comenzó su gira de hierba con dos derrotas antes de Wimbledon en Queen's Club y s-Hertogenbosch ante Feliciano López y Vasek Pospisil, respectivamente. Luego en Wimbledon le gana en primera ronda al n.º 28 Guillermo García-López por un igualado 7-6(5), 6-2, 3-6, 3-6, 6-3 y pierde en la segunda ante el polaco Lukasz Kubot por 7-6(4), 6-7(4), 3-6, 6-7(3).
Su gira de verano de arcilla por Europa, es bastante buena, llegando a cuartos de final tanto en Bastad (perdiendo ante João Sousa) como en Hamburgo (perdiendo ante el posterior campeón Leonardo Mayer). En su primera participación en el US Open cae en primera ronda ante el polaco Jerzy Janowicz por 3-6, 5-7, 7-5, 5-7
Su final de temporada no es muy bueno, teniendo como resultado más destacado la segunda ronda en el Valencia Open 500 (perdiendo ante Pablo Andújar). Aun así, completa su mejor y más exitosa temporada en el circuito hasta ahora, con una marca de 16-19 y dándose a conocer como una joven revelación. Acaba como n.º 70 del mundo, aunque logra su mejor ranking, el n.º 57, en octubre.

## Copa Davis
Desde el año 2012 es participante del Equipo de Copa Davis de Serbia. Tiene en esta competición un récord total de partidos ganados/perdidos de 1/2 (en individuales, no teniendo participación hasta el momento en el dobles.
En la Copa Davis 2013 fue seleccionado como reemplazo de último momento por la baja de Janko Tipsarević para disputar la final ante el Equipo de Copa Davis de República Checa en Belgrado, cayó derrotado en sus dos encuentros de individuales ante Tomáš Berdych y Radek Štěpánek.

## ATP World Tour Masters 1000

### Finalista (1)
| Año  | Torneo       | Superficie    | Ind/Outdoor | Oponente en la final | Resultado |
| 2019 | 'Montecarlo' | Tierra batida | Outdoor     | Fabio Fognini        | 3-6, 4-6  |

## Títulos ATP (4; 2+2)

### Individual (2)
| Leyenda                         |
| Grand Slam (0)                  |
| ATP World Tour Finals (0)       |
| ATP World Tour Masters 1000 (0) |
| ATP World Tour 500 (0)          |
| ATP World Tour 250 (2)          |

| N.º | Fecha               | Torneo     | Superficie    | Oponente en la final | Resultado     |
| --- | ------------------- | ---------- | ------------- | -------------------- | ------------- |
| 1.  | 21 de julio de 2019 | Umag       | Tierra batida | Attila Balázs        | 7-5, 7-5      |
| 2.  | 23 de abril de 2023 | Bania Luka | Tierra batida | Andrey Rublev        | 6-3, 4-6, 6-4 |

#### Finalista (1)
| N.º | Fecha               | Torneo     | Superficie    | Oponente en la final | Resultado |
| --- | ------------------- | ---------- | ------------- | -------------------- | --------- |
| 1.  | 21 de abril de 2019 | Montecarlo | Tierra batida | Fabio Fognini        | 3-6, 4-6  |

### Dobles (2)
| Leyenda                         |
| Grand Slam (0)                  |
| ATP World Tour Finals (0)       |
| ATP World Tour Masters 1000 (0) |
| ATP World Tour 500 (0)          |
| ATP World Tour 250 (2)          |

| N.º | Fecha                    | Torneo   | Superficie    | Pareja       | Oponentes en la final          | Resultado           |
| --- | ------------------------ | -------- | ------------- | ------------ | ------------------------------ | ------------------- |
| 1.  | 3 de mayo de 2015        | Estambul | Tierra batida | Radu Albot   | Robert Lindstedt Jürgen Melzer | 6-4, 7-6(2)         |
| 2.  | 29 de septiembre de 2019 | Chengdú  | Dura          | Nikola Čačić | Jonathan Erlich Fabrice Martin | 7-6(9), 3-6, [10-3] |

#### Finalista (1)
| N.º | Fecha               | Torneo | Superficie    | Pareja        | Oponentes en la final        | Resultado |
| --- | ------------------- | ------ | ------------- | ------------- | ---------------------------- | --------- |
| 1.  | 27 de julio de 2014 | Umag   | Tierra batida | Franko Škugor | František Čermák Lukáš Rosol | 3-6, 1-6  |

## Títulos ATP Challenger

### Individuales
| N.° | Fecha                    | Torneo                      | Superficie    | Oponente en la final | Resultado |
| --- | ------------------------ | --------------------------- | ------------- | -------------------- | --------- |
| 1.  | 11 de agosto de 2012     | Challenger de Samarcanda    | Tierra batida | Farrukh Dustov       | 6-3, 6-2  |
| 2.  | 9 de junio de 2013       | Challenger de Caltanissetta | Tierra batida | Robin Haase          | 7-6, 6-3  |
| 3.  | 3 de noviembre de 2013   | Challenger de Seúl          | Dura          | Julian Reister       | w/o       |
| 4.  | 21 de septiembre de 2015 | Challenger de Banja Luka    | Tierra batida | Victor Hanescu       | 7-6, 7-6  |
| 5.  | 15 de julio de 2017      | Challenger de Båstad        | Tierra batida | Leonardo Mayer       | 6-2, 7-6  |
| 6.  | 1 de abril de 2018       | Challenger de Le Gosier     | Dura          | Denis Kudla          | 6-4, 6-0  |
| 7.  | 4 de diciembre de 2022   | Challenger de Maspalomas    | Tierra batida | Steven Diez          | 6-1, 6-4  |

## Clasificación en torneos del Grand Slam

### Individual
| Australian Open                                                                                             | 2R | 1R | 2R | 2R | 1R | 1R | 3R | 4R | 2R | 9-9   | 0 |
| Roland Garros                                                                                               | 4R | 2R | 2R | 1R | 2R | 3R | 2R | 1R | 1R | 9-9   | 0 |
| Wimbledon                                                                                                   | 2R | 1R | 1R | 2R | 1R | 1R | C  | 2R | 2R | 4-8   | 0 |
| US Open | 1R | A  | 1R | 1R | 3R | 2R | 1R | 2R | 1R | 4-8   | 0 |
| Total | 0  | 0  | 0  | 0  | 0  | 0  | 0  | 0  | 0  | 26-34 | 0 |
| Leyenda: G:Torneo ganado; F:Finalista; SF:Semifinalista; CF:Cuartos de final, C:Torneo cancelado, A:Ausente |    |    |    |    |    |    |    |    |    |       |   |